# ماجدة (مؤلف)
ماجدة سيرون ولدت في 28 غسطس 1956 في بروكسل وهي فنانة قصص مصورة واقعية توقع الألبومات باسمها الأول فقط ماجدة (لقبها "سيرون».